# 南满铁道株式会社哈尔滨事务所旧址
南满铁道株式会社哈尔滨事务所旧址是黑龙江省哈尔滨市的一座历史建筑，位于南岗区红军街108号。2007年9月30日，成为哈尔滨市文物保护单位。该建筑又列为哈尔滨市一类保护建筑。

## 历史
南满铁道株式会社哈尔滨事务所原设于今果戈里大街401号，1924年在今红军街108号新建大楼，由著名建筑师日丹诺夫设计，巴洛克建筑风格，1925年落成。1945年日本战败，满铁资产大多被苏联红军没收，拆运回国。1949年后成为哈尔滨铁路分局公安局，现为哈尔滨铁路外经贸公司。